# Comité Paralímpico y Asociación Deportiva de Discapacitados Físicos de Hong Kong
El Comité Paralímpico y Asociación Deportiva de Discapacitados Físicos de Hong Kong es el comité paralímpico nacional que representa a Hong Kong. Esta organización es la responsable de las actividades deportivas paralímpicas en el país. Es miembro del Comité Paralímpico Internacional y del Comité Paralímpico Asiático.